# Красноармейский (Кавказский район)
Красноармейский — посёлок в Кавказском районе Краснодарского края.
Входит в состав Мирского сельского поселения.

## География

### Улицы
- пер. Первомайский,
- ул. Мира,
- ул. Молодёжная,
- ул. Оборонная,
- ул. Октябрьская,
- ул. Чапаева.

## Население
| 2002 | 2010 |
| ---- | ---- |
| 149  | ↘108 |